# Anacamptodon latidens
Anacamptodon latidens là một loài Rêu trong họ Fabroniaceae. Loài này được (Besch.) Broth. miêu tả khoa học đầu tiên năm 1907.